# Scribblenauts Unlimited
Scribblenauts Unlimited è un videogioco per Nintendo Wii U, Nintendo 3DS Android e PC. È stato sviluppato dalla 5th Cell e pubblicato dalla Warner Bros.

## Trama
Il protagonista del gioco, Maxwell, è uno dei quarantadue figli degli esploratori Edgar e Julie, andati ormai in pensione. I due, dopo aver donato un oggetto magico a Maxwell e a sua sorella Lily, iniziano a preoccuparsi che possano diventare dei bambini viziati, e decidono di conseguenza di spedirli in giro per il mondo a fare avventure. Il dono ricevuto dal protagonista è un taccuino che gli permette di far apparire dal nulla qualsiasi cosa ci scriva sopra.
Un giorno Maxwell e Lily, sulla strada verso la città, incontrano un vecchio affamato che gli chiede del cibo. Maxwell decide di fargli un brutto scherzo, creando grazie al taccuino una mela marcia e facendogliela mangiare. L'uomo, molto arrabbiato coi due, lancia un incantesimo su Lily, che inizia gradualmente a pietrificarsi. I due si recano alla vicina fattoria di loro fratello Edwin, che rivela a Maxwell come spezzare la maledizione: deve sfruttare il potere del suo taccuino per ottenere abbastanza Starite, degli oggetti magici simili a delle stelle che nascono dalla felicità della gente. Maxwell parte per la sua avventura e decide di fare del bene a tutte le persone che avrebbe incontrato per recuperare gli Starite necessari per salvare Lily.
Maxwell riesce a ottenere gli Starite e il vecchio ritorna; egli libera Lily dalla maledizione e rivela di essere Edgar, spiegando loro che aveva deciso di pietrificare Lily per insegnare ai suoi figli di essere gentili col prossimo. I due, imparata la lezione, decidono di usare il taccuino per fare del bene nel mondo e aiutare chi non possiede il loro potere.

## Modalità di gioco

Una schermata di gioco della versione Microsoft Windows

Scribblenauts Unlimited è un videogioco rompicapo con elementi platform. Il gameplay è simile a quello dei precedenti capitoli della serie: il giocatore, che controlla il protagonista Maxwell, può far apparire oggetti, animali o persone scrivendo parole sul taccuino (nel database di parole disponibili non sono comprese quelle protette da copyright o termini volgari); ciò è possibile premendo un pulsante che richiama un apposito menù. È possibile inoltre interagire con le varie entità e aggiungere loro aggettivi che determinano le loro caratteristiche fisiche o comportamentali.
Maxwell deve risolvere numerosi indovinelli girando per vari livelli e aiutando diversi personaggi bisognosi del suo aiuto per ottenere Starite. Ogni puzzle può essere risolto in svariati modi (ad esempio, per rallegrare una persona è possibile creare un clown, aggiungere ad essa l'aggettivo "contento", eccetera). Risolvere i vari enigmi permette a Maxwell di ottenere ricompense diverse in base alla loro difficoltà: quelli più semplici lo ricompensano con frammenti di Starite, mentre quelli più complicati, che trasformano il livello e richiedono la risoluzione di una serie di quattro o cinque indovinelli invece che uno soltanto, lo ricompensano con Starite interi.
Novità rispetto ai precedenti capitoli è l'introduzione dell'editor oggetti, che permette di creare nuovi elementi di gioco richiamabili attraverso il taccuino o di modificare quelli già esistenti nel database delle parole. L'opzione non è presente nella versione per 3DS.